# خانواده بزرگ
خانواده بزرگ (روسی: Большая семья) فیلمی به کارگردانی یوسف خیفیتس است که در سال ۱۹۵۴ منتشر شد. از بازیگران آن می‌توان به آلکسی باتالوف اشاره کرد.